# 성 (생물학)
성(性, sex)은 유성생식을 하는 동물과 식물이 다음 세대를 생산 시에 부모와 유전으로 다른 유형의 개체를 만들 수 있도록 보장하는 기능이자 메커니즘이다. 성은 성적으로 번식하는 유기체가 수컷 또는 암컷 생식자를 생산하는지 여부를 결정하는 생물학적 특성이다. 유성 생식 과정에서 수컷과 암컷 생식자는 융합하여 접합체를 형성하며, 이는 각 부모로부터 특성을 물려받는 자손으로 발전한다. 관례적으로, 더 작고 더 많은 이동성 생식자(정자, 정자)를 생산하는 유기체를 수컷이라고 하고, 더 크고 움직이지 않는 생식자(난자)를 생성하는 유기체를 암컷이라고 한다. 두 가지 유형의 생식자를 생산하는 유기체는 자웅동체이다.
비자웅동체 종에서 개체의 성별은 여러 생물학적 성 결정 시스템 중 하나를 통해 결정된다. 대부분의 포유류 종은 XY 성결정 시스템을 가지고 있는데, 수컷은 일반적으로 X 염색체와 Y 염색체(XY)를 갖고, 암컷은 보통 두 개의 X 염색체(XX)를 가지고 있다. 동물의 다른 염색체 성 결정 시스템에는 조류의 ZW 시스템과 일부 곤충의 XO 시스템이 포함된다. 다양한 환경 시스템에는 파충류와 갑각류의 온도에 따른 성 결정이 포함된다.
한 종의 수컷과 암컷은 신체적으로 비슷할 수도 있고(성적 단일형성) 신체적 차이가 있을 수도 있다(성적 이형성). 대부분의 새와 포유류를 포함하여 성적으로 이형적인 종에서 개체의 성별은 일반적으로 해당 개체의 성적 특성을 관찰하여 감별된다. 성 선택이나 생식자 선택은 성별 차이의 진화를 가속화할 수 있다.
수컷과 암컷이라는 용어는 일반적으로 녹조식물인 Ulva lactuca와 같이 개체가 동형(동일하게 보임)이고 생식자가 동형(크기와 모양이 구별되지 않음)인 성적으로 미분화된 종에는 적용되지 않는다. 곰팡이와 같은 개체 간의 기능적 차이를 교배형이라고 부를 수 있다.

## 같이 보기
- 성별
- 젠더
- 섹스와 젠더의 구분
- 성 지정
- 성감별